# James Larkin
James (Jim) Larkin (21 janvier 1876 – 30 janvier 1947) est un dirigeant syndicaliste et militant socialiste irlandais. Né de parents irlandais à Liverpool, en Angleterre, lui et sa famille déménagent plus tard dans un petit cottage à Burren, dans le sud de County Down. Ayant grandi dans la pauvreté, il ne reçoit qu'une très faible éducation et commence à travailler à plusieurs emplois différents alors qu'il n'est encore qu'un enfant. Il devient syndicaliste à plein temps en 1905.
Larkin déménage à Belfast en 1907 et fonde la Irish Transport and General Workers' Union, le Irish Labour Party, puis plus tard la Workers' Union of Ireland. Célèbre pour son rôle dans la Grande Grève de Dublin en 1913, "Big Jim" continue d'occuper une place d'importance dans la mémoire collective de Dublin.

## Biographie

### Premières années
Larkin est né le 21 janvier 1876, second fils d'immigrants irlandais, James Larkin et Mary Ann McNulty, tous deux originaires de County Armagh. La famille de Larkin, extrêmement pauvre, vécut dans les bidonvilles de Liverpool pendant les premières années de sa vie. Dès l'âge de sept ans, il va à l'école le matin et travaille l'après-midi pour augmenter les revenus de sa famille - un arrangement courant dans les familles de travailleurs à l'époque. À l'âge de quatorze ans, après la mort de son père, il devient apprenti dans la firme où son père travaillait mais est renvoyé après deux ans. Après quelque temps passés sans emploi, il travaille comme marin et docker. En 1903, il devient contremaître sur les docks et le 8 septembre de la même année il se marie avec Elizabeth Brown.
Dès 1893, Larkin s'intéresse au socialisme et devient un membre de l'Independent Labour Party. En 1905, il était l'un des rares contremaîtres à prendre part à une grève sur les docks de Liverpool. Il est élu au comité de grévistes, et bien qu'il en perde son poste de contremaître, son travail impressionne tellement la National Union of Dock Labourers (NUDL) qu'il est nommé organisateur temporaire. Il gagne par la suite un poste permanent dans le syndicat, ce qui, en 1906, l'envoie en Écosse, où il organise avec efficacité les travailleurs de Preston et de Glasgow.

### Organisation du mouvement des travailleurs irlandais (1907–1914)
En janvier 1907, Larkin reçoit sa première mission pour le mouvement syndical en Irlande, à savoir organiser les travailleurs des docks de Belfast pour la NUDL. Il réussit à syndiquer la majeure partie des travailleurs, et, les employeurs refusant d'accéder aux demandes sur les salaires, il appelle les dockers à la grève en juin. D'autres groupes de travailleurs rejoignent la grève, Larkin réussissant à unir travailleurs protestants et catholiques. Il persuade même la Police royale irlandaise locale de faire grève, mais celle-ci se termine en novembre sans avoir rencontré le succès escompté. Des tensions naissent entre Jim Larkin et le secrétaire général de la NUDL James Sexton. Ce dernier tient les rênes des négociations, et les amène à une conclusion désastreuse pour les derniers grévistes, ce qui crée une rupture durable entre Sexton et Larkin.
En 1908, Larkin déménage vers le sud et organise les travailleurs de Dublin, de Cork et de Waterford, avec un succès considérable. Son implication, malgré les instructions du syndicat, dans une lutte à Dublin cause son expulsion de la NUDL. Le syndicat l'attaque ensuite en justice pour détournement de fonds, pour avoir distribué à des travailleurs de Cork des indemnités de grève dans une grève non officielle. Après un procès et une condamnation pour abus de confiance en 1910, il est condamné à un an de prison. Cette décision fût largement considérée comme injuste, à tel point que le  Lord-Lieutenant d'Irlande, Lord Aberdeen, le gracie après trois mois de prison.
Après son expulsion de la NUDL, Larkin fonde la Irish Transport and General Workers' Union (ITGWU) à la fin de décembre 1908. L'organisation existe encore sous le nom de Services Industrial Professional & Technical Union (SIPTU). Il obtient rapidement l'affiliation des sections de la NUDL de Dublin, Cork, Dundalk et Waterford. Les sections de Derry et de Drogheda de la NUDL restent avec le syndicat britannique, et Belfast se sépare en deux entités distinctes. Plus tôt dans la même année, 1909, Larkin s'installe à Dublin, qui devient la base principale de la ITGWU et le centre de toutes ses activités futures en Irlande.
En juin 1911, Larkin crée un journal, The Irish Worker and People's Advocate, dans le but d'avoir une alternative pro-travailleurs à la presse appartenant aux capitalistes. Sa ligne éditoriale se caractérise par une approche militante et par une dénonciation des employeurs injustes et des ennemis politiques de Larkin. Ses colonnes accueillent également des articles d'intellectuels. Le journal est édité jusqu'à son interdiction par les autorités en 1915. Par la suite, le Worker se métamorphose dans le nouveau Ireland Echo.
En collaboration avec James Connolly, Larkin aide à fonder le Irish Labour Party en 1912. Plus tard dans l'année, il est élu à la Dublin Corporation. Il ne restera pas longtemps à son poste, puisqu'un mois plus tard il est remercié à cause de son casier judiciaire, entaché par sa condamnation de 1910.

### Grande Grève de Dublin (1913)
Au début de 1913, Larkin obtient quelques succès notables dans des conflits industriels à Dublin; impliquant des recours fréquents aux grèves solidaires et aux boycotts. Deux employeurs majeurs, Guinness et la Dublin United Tramway Company, sont les cibles principales de l'organisation de Larkin. Les deux ont des syndicats de travailleurs qualifiés, mais le but principal de Larkin est de syndiquer les travailleurs non syndiqués également. Il est l'auteur du slogan "A fair day's work for a fair day's pay'.
Les employés de Guiness étaient relativement bien payés, et profitaient d'avantages généreux de la part d'un patronat qui refusait de rejoindre le lock-out de Murphy. C'était loin d'être le cas dans les tramways. Le président de la Dublin United Tramway Company, industriel et patron de presse William Martin Murphy, était déterminé à ne pas laisser la ITGWU syndiquer sa force de travail. Le 15 août, il renvoie quarante travailleurs qu'il soupçonne d'appartenir à la ITGWU, il en renvoie 300 de plus la semaine d'après. Le 26 août, les conducteurs de tramway se retrouvent officiellement en grève. Menés par Murphy, plus de quatre cents employeurs de la ville répliquent en demandant à leurs travailleurs un document déclarant sur l'honneur ne pas appartenir à la ITGWU et promettant de ne pas rejoindre une grève solidaire.
Le conflit industriel qui en résulte est le plus sévère de l'histoire de l'Irlande. Les employeurs de Dublin mettent à pied tous leurs travailleurs lorsque ceux-ci refusent de signer la déclaration, employant des briseurs de grève venus de Grande-Bretagne et d'ailleurs en Irlande. Guinness, le plus grand employeur de Dublin, refuse de répondre à l'appel des patrons de mettre à pied les travailleurs, mais il renvoie 15 employés qui avaient rejoint la grève. Les travailleurs de Dublin, parmi les plus pauvres dans tout le Royaume-Uni, sont obligés de survivre des généreuses mais insuffisantes donations du Trades Union Congress (TUC) britannique et d'autres sources, venant d'Irlande, et distribuées par la ITGWU.
Pendant sept mois, le lock-out affecte dix mille travailleurs et patrons de Dublin, avec Larkin représenté comme le coupable dans les trois principaux journaux de Murphy, l'Irish Independent, le Sunday Independent et le Evening Herald. Les autres leaders de la ITGWU à l'époque sont James Connolly et William X. O'Brien, tandis que d'autres figures d'influence comme Patrick Pearse, Constance Markievicz et William Butler Yeats soutiennent les travailleurs dans une presse irlandaise généralement anti-Larkin. The Irish Worker publiant les noms et adresses de briseurs de grève, l'Irish Independent publie les noms et adresses d'hommes et de femmes qui tentent d'envoyer leurs enfants hors de la ville pour qu'ils soient nourris à Belfast et en Grande-Bretagne,. Mais Larkin ne recoure jamais à la violence. Il sait que cela serait jouer le jeu des entreprises anti-syndicales et sait qu'il ne peut construire un syndicat massif en détruisant les firmes où ses membres travaillent.
Le lock-out se termine au début de l'année 1914, quand les appels de Larkin et Connolly à une grève en solidarité sont rejetées par la TUC britannique. Les critiques de Larkin envers la direction de la TUC pour son immobilisme mènent aussi à la fin de l'aide financière à la ITGWU, qui de toute façon n'est pas affiliée à la TUC. Bien que les actions de l'ITGWU et de la plus petite UBLU échouent à obtenir une meilleure paye et de meilleures conditions de travail pour les travailleurs, elles marquent un tournant dans l'histoire des travailleurs irlandais. Le principe de l'action syndicale et de la solidarité entre travailleurs est fermement établi. Peut-être encore plus important, la rhétorique de Larkin, condamnant la pauvreté, l'injustice, et appelant les opprimés à se battre pour eux-mêmes laissent une impression marquante.

### Larkin aux États-Unis (1914–1923)
Quelques mois après la fin du lock-out, Larkin s'en va pour les États-Unis, avec l'intention de récupérer de la fatigue du lock-out et de lever des fonds pour le syndicat. Sa décision de partir déçoit de nombreux militants syndicaux. Une fois sur place, il devient membre du Socialist Party of America, et s'implique dans le syndicat Industrial Workers of the World. Il devient un admirateur enthousiaste de l'Union soviétique et est expulsé du SPA en 1919 avec de nombreux autres sympathisants Bolcheviks.
Larkin est mentionné comme ayant aidé à détourner des convois de munitions alliés à New York City durant la Première Guerre mondiale. En 1937, il assiste bénévolement des avocats américains enquêtant sur l'explosion de Black Tom en produisant un affidavit depuis son domicile de Dublin. D'après l'officier de la British Army Intelligence, Henry Landau

« Larkin a témoigné qu'il n'avait jamais pris part lui-même à la campagne de sabotage en elle-même, mais qu'il s'est plutôt contenté d'organiser des grèves, à la fois pour assurer de meilleures payes et des journées plus courtes pour les travailleurs et pour empêcher les livraisons de munitions aux Alliés. »

Les discours de Larkin en faveur de l'Union soviétique, son association avec les membres fondateurs de l'American Communist Party, et ses publications radicales firent de lui une cible de la "Première Peur Rouge" qui se répandit dans les États-Unis ; il est emprisonné en 1920 pour 'anarchie criminelle' et est condamné à une peine de cinq à dix ans à la prison de Sing Sing. En 1923, il est gracié puis, plus tard, déporté par Al Smith, le gouverneur de New York.

### Retour en Irlande et engagement communiste
Pour son retour en Irlande, en avril 1923, Larkin est accueilli en héros. Il commence immédiatement à faire le tour des réunions syndicales du pays, appelant à la fin de la Guerre civile irlandaise. Néanmoins, il se trouve bientôt des désaccord avec William O'Brien, qui en son absence est devenu la figure du proue de la ITGWU, du Irish Labour Party et du Trade Union Congress. Larkin était toujours officiellement secrétaire général de la ITGWU. Les leaders de la ITGWU – Thomas Foran, William O'Brien, Thomas Kennedy, tous des collègues de Larkin pendant le lock-out – l'attaquent en justice. Leur avocat déclare à la cour que Larkin avait tenté, par des attaques fausses et malveillantes, de les faire partir et pour obtenir le contrôle total du syndicat. Le Master of the Rolls, qui préside à la Cour, déclare : "Il est surprenant qu'un homme de l'intelligence de M. Larkin ait à lancer des invectives aussi désespérées contre ces personnes pour des irrégularités dans l'utilisation des fonds ou pour des falsifications de documents, alors que j'ai devant moi un document signé de James Larkin, dont il a été prouvé qu'il contient de fausses déclarations." Les fausses déclarations en question concernent les comptes du syndicat des transports à la Hibernian Bank, en décembre 1913, déclarés à 1 746,69 £, alors que le compte du syndicat était complètement vide. De plus, puisque tous les livres du compte du syndicat afférant ont été mystérieusement détruits, aucune explication sur l'argent manquant n'était possible. La cour tranche en défaveur de Larkin, lui ordonnant de payer les coûts des deux parties. L'aigreur provoquée par le procès entre les anciens organisateurs du lock-out de 1913 allait durer pendant plus de vingt ans.
En septembre 1923, Larkin forme l'Irish Worker League (IWL), bientôt reconnue par le Komintern comme la section irlandaise du mouvement communiste mondial. En 1924, Larkin est présent au congrès du Komintern à Moscou et est élu à son comité exécutif. À son retour, Larkin annonce qu'il s'est adressé à 20 millions de russes, et qu'il a été élu comme "l'un des 25 hommes qui gouverneront le monde", s'est vanté d'avoir été nommé Chef de Bataillon de l'Armée Rouge, dont "2,5 millions d'hommes avaient promis de venir au secours des travailleurs irlandais". Néanmoins, la IWL n'a jamais été organisée comme un parti politique, n'a jamais tenu de congrès général, et n'a jamais réussi à jouer un rôle politique efficace. Sa principale activité dans les premières années a été de lever des fonds pour les membres emprisonnés de l'IRA.
Pendant le voyage de Larkin à Moscou, en 1924, pour le Congrès du Komintern, et apparemment contre ses instructions, son frère Peter fait quitter la ITGWU à ses sympathisants, formant la Workers' Union of Ireland (WUI). Le nouveau syndicat grandit vite, obtenant l'affiliation d'environ les deux-tiers des membres de Dublin de la ITGWU et un plus petit nombre de membres ruraux. Il s'affilie à la pro-soviétique Red International of Labour Unions.
Larkin lance une attaque malveillante envers le leader travailliste Tom Johnston, qui, comme Larkin, était né à Liverpool. Mais alors que Johnston avait passé la majorité de sa vie en Irlande, Larkin a passé autant de temps aux États-Unis qu'en Irlande. "Il est temps que le parti travailliste s'occupe de ce traître anglais" déclare Larkin. "S'ils ne se débarrassent pas de cette crapule, ils n'y gagneront que des balles et des baïonnettes." Cette incitation à assassiner Johnston dans un pays encore violent après la guerre civile coûte à Larkin 1000 livres en dommages et intérêts.
En janvier 1925, le Komintern envoie en Irlande Bob Stewart, militant du Parti communiste de Grande-Bretagne, pour établir un parti communiste en coopération avec Larkin. Une conférence fondatrice formelle de l'Irish Worker League, qui devait jouer ce rôle, est organisée en 1925. L'opération tourne au fiasco lorsque les organisateurs découvrent à la dernière minute que Larkin ne compte pas assister à la conférence. Estimant que le parti naissant ne pourrait réussir sans lui, ils annulent la conférence juste au moment où elle devait commencer, dans une salle comble à la Mansion House de Dublin.
Aux élections générales de septembre 1927, Larkin se présente, à la surprise générale, à Dublin North et est élu. Néanmoins, à cause d'un procès remporté contre lui par William O'Brien, et dont il avait refusé de payer les dommages et intérêts, il se retrouve en état de faillite bancaire et ne peut occuper son siège.
Dans les années qui suivent, Larkin échoue à devenir un agent commercial en Irlande pour l'Union soviétique, ce qui peut avoir contribué à son éloignement vis-à-vis du stalinisme. Les soviétiques, pour leur part, sont de plus en plus impatients avec ce qu'ils jugent être un leadership inefficace. Dès le début des années 1930, Larkin s'éloigne de l'Union Soviétique. Alors qu'aux élections générales de 1932 il se présente (sans succès) sous l'étiquette communiste, à partir de 1933 il se présente comme "travailliste indépendant". En 1934 il donne des preuves importantes sur l'explosion de Black Tom de 1916 à John J. McCloy, permettant de rouvrir une enquête sur les dommages causés par l'Allemagne, probablement à cause du nouveau gouvernement allemand nazi.
Pendant cette période il engage également un rapprochement avec l'Église Catholique. En 1936 il regagne son siège à la Dublin Corporation. Il regagne ensuite son siège au Dáil à l'élection générale de 1937 mais le perd encore l'année suivante. À cette période, la Workers' Union of Ireland rentre également dans le rang du mouvement syndical, se voyant admise au Dublin Trades Council en 1936, même si le Irish Trade Union Congress n'acceptera sa demande d'appartenance qu'en 1945.

### Retour au Parti Travailliste

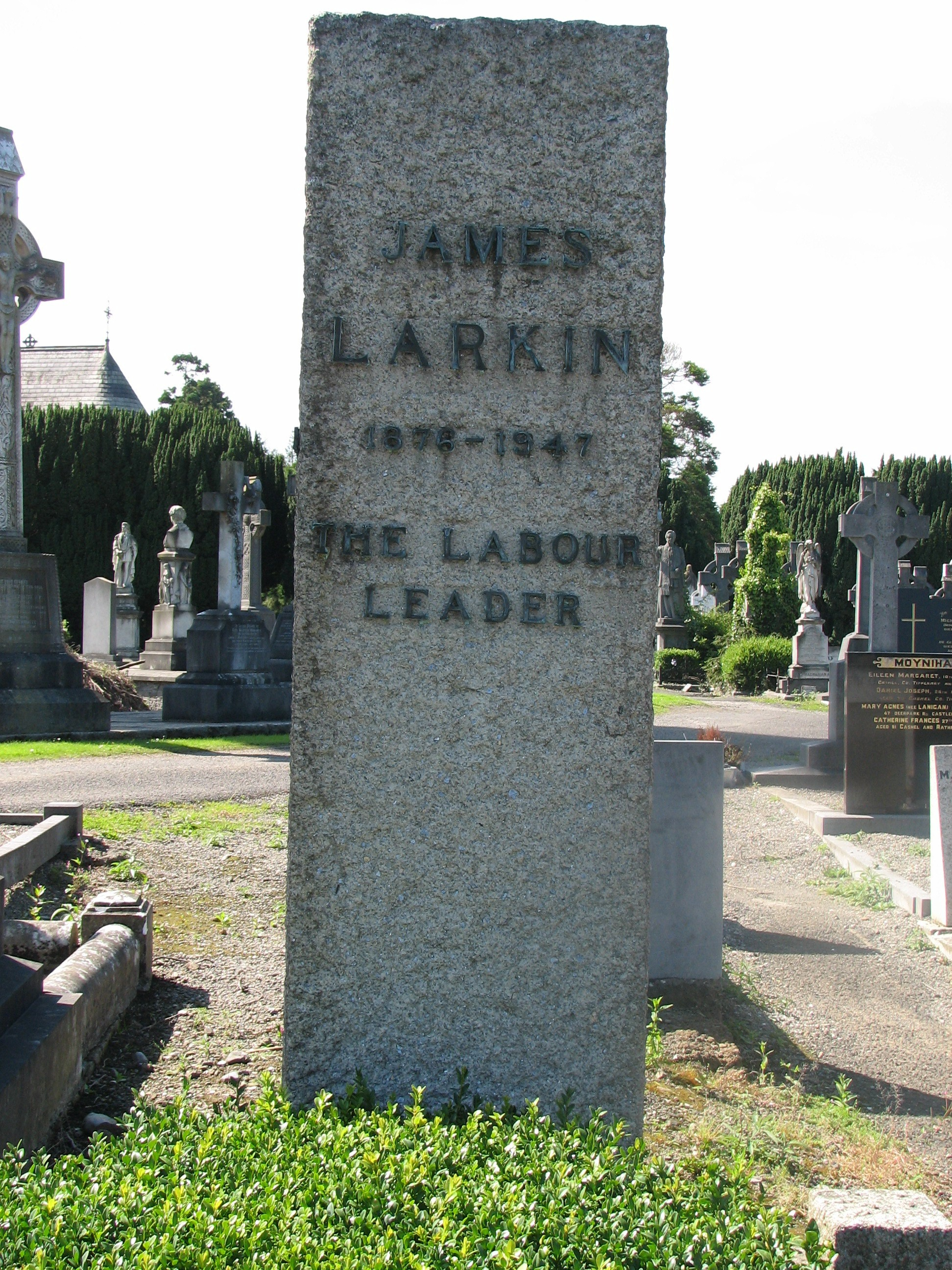
La pierre tombale de Larkin au cimetière Glasnevin

En 1941, une nouvelle loi syndicale est publiée par le gouvernement. Inspirée par une proposition de réorganisation interne des syndicats de William O'Brien, cette loi est vue comme une menace par les plus petits des syndicats généraux et par les branches irlandaises des syndicats britanniques (connus sous le nom de « syndicats amalgamés »). Larkin et la WUI jouent un rôle important dans la campagne infructueuse contre cette loi. Après le passage de la loi, lui et ses partisans s'inscrivent au Parti travailliste, où ils sont maintenant regardés avec plus de sympathie par de nombreux membres. O'Brien, en réponse, désaffilie la ITGWU du parti, formant le parti rival National Labour Party, dénonçant ce qu'il appelle une influence communiste dans le parti travailliste. Larkin devient par la suite député du Parti Travailliste à Dáil Éireann en 1943–44.
James Larkin meurt dans son sommeil le 30 janvier 1947. Sa messe funèbre est célébrée par l'Archevêque Catholique de Dublin, John Charles McQuaid, et des milliers de personnes s'amassent dans les rues, sur le passage du convoi vers le Cimetière de Glasnevin.

## Hommages

### Littérature
Larkin est le sujet de poèmes de Brendan Behan, Patrick Kavanagh, Frank O'Connor et Lola Ridge; son personnage est central dans des pièces de Daniel Corkery, George Russell (Æ), et Sean O'Casey; et il est une figure héroïque en toile de fond du roman Strumpet City de James Plunkett.

### Chansons
James Larkin est présent dans les chansons du groupe de rock irlandais de New York Black 47,  The Day They Set Jim Larkin Free et The Ballad of James Larkin ont été enregistrées par Christy Moore et également the Dubliners. Paddy Reilly a une chante simplement nommée Jim Larkin qui décrit la vie des travailleurs et les changements apportés à celle-ci par Larkin et Connolly.

### Monument

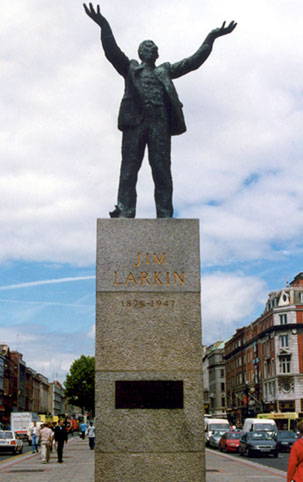
Statue de James Larkin surO'Connell Street, Dublin (Oisín Kelly 1977)

De nos jours, une statue de "Big Jim" se dresse sur O'Connell Street, à Dublin. L'inscription au front du monument est une reprise en français, irlandais et anglais de l'un de ses plus célèbres discours :

« Les grands ne sont grands que parce que nous sommes à genoux: Levons-nous.

Ní uasal aon uasal ach sinne bheith íseal: Éirímis.

The great appear great because we are on our knees: Let us rise. »

Ce slogan, utilisé pour la première fois au XVIIIe siècle dans le journal parisien radical Révolutions de Paris, apparait également dans l'ours du Workers' Republic, fondé par James Connolly à Dublin en août 1898. Originellement le journal de l'Irish Socialist Republican Party, le périodique devient plus tard le journal officiel du Communist Party of Ireland, fondé en 1921. Le slogan est habituellement attribué au révolutionnaire français Camille Desmoulins (1760–1794), mais il apparaît, à peune modifié, dans un essai écrit par Étienne de La Boétie (1530–1563) publié pour la première fois en 1576.
Sur la face ouest du piédestal de la statue, se trouve une citation du poème Jim Larkin par Patrick Kavanagh :

« And Tyranny trampled them in Dublin's gutter

Until Jim Larkin came along and cried'

The call of Freedom and the call of Pride'

And Slavery crept to its hands and knees'

And Nineteen Thirteen cheered from out the utter'

Degradation of their miseries. »

Sur la face est, une citation de Drums under the Windows par Seán O'Casey :

« ...He talked to the workers, spoke as only Jim Larkin could speak, not for an assignation with peace, dark obedience, or placid resignation, but trumpet-tongued of resistance to wrong, discontent with leering poverty, and defiance of any power strutting out to stand in the way of their march onward. »

Une route à Clontarf, North Dublin, porte son nom.

### Voie James Larkin
Une route à L4 1YQ, Kirkdale, dans sa ville de naissance de Liverpool, juste après Scotland Road, est nommée Voie James Larkin.

### Liverpool Irish Festival 2008
Pour célébrer Liverpool comme capitale de la culture, le Liverpool Irish Festival organise un 'Après-midi James Larkin' au bar "The Dockers pub" au centre de Liverpool. Sont présents Francis Devine, qui a écrit une histoire générale du mouvement syndical à Dublin et la fondation de la SIPTU, introduit par l'irlandais de Liverpool, Marcus Maher, qui est venu de Dublin pour présenter une peinture réalisée pour l'occasion par Finbar Coyle, à la demande du dernier neveu de James Larkin présent à Liverpool, Tom Larkin. La peinture représente à la fois Dublin, où Larkin a passé la majeure partie de sa carrière politique, et de l'autre côté les 'Liver Birds' et sa ville natale de Liverpool.

### Personnes
L'activiste Jack Jones, de la Transport and General Workers' Union, dont le nom complet était James Larkin Jones, a été nommé en son honneur.

### Autres sources
- James Larkin, Emmet O'Connor, Cork University Press, Cork, 2002.
- Lockout: Dublin 1913, Pádraig Yeates, Gill and Macmillan, Dublin, 2000.
- Communism in Modern Ireland: The Pursuit of the Workers' Republic since 1916, Mike Milotte, Dublin, 1984.
- Thomas Johnson, 1872 – 1963, John Anthony Gaughan, Kingdom Books, Dublin, 1980.
- The Rise of the Irish Trade Unions, Andrew Boyd, Anvil Books, Dublin, 1985.
- History of Monuments O'Connell Street Area, Dublin City Council, 2003,
- Guinness 1886–1939, SR Dennison & Oliver McDonagh; Cork Univ. Press 1998. See: Chapter 8, "The employees; work and welfare 1886–1914" and chapter 9, "Industrial Relations 1886–1914".

## D'autres lectures
- E. Larkin, James Larkin, Irish labour leader 1876 – 1947, London: E. Larkin, 1977.
- Dónal Nevin (ed.), James Larkin: Lion of the Fold. Dublin, 1998.